# Citilink Express
Citilink Express is een Indonesische luchtvaartmaatschappij met haar thuisbasis in Jakarta. Zij is een 100% dochter van Garuda Indonesian Airlines als aanbieder van goedkope vluchten.
De maatschappij maakt voornamelijk gebruik van vliegtuigen van Garuda.

## Geschiedenis
Citilink Express is opgericht in 2001 door Garuda.

## Diensten
Citilink Express voert lijnvluchten uit naar:(mei 2007)
- Balikpapan, Bandung, Batam, Denpasar, Jakarta, Mataram, Medan, Pekanbaru, Pontianak, Semarang, Tarakan, Ujung Pandang.

## Vloot
De eigen vloot van Citilink Express bestaat uit:(mei 2007)
- 1 Boeing B737-300